# Rebecca Jo Loeb

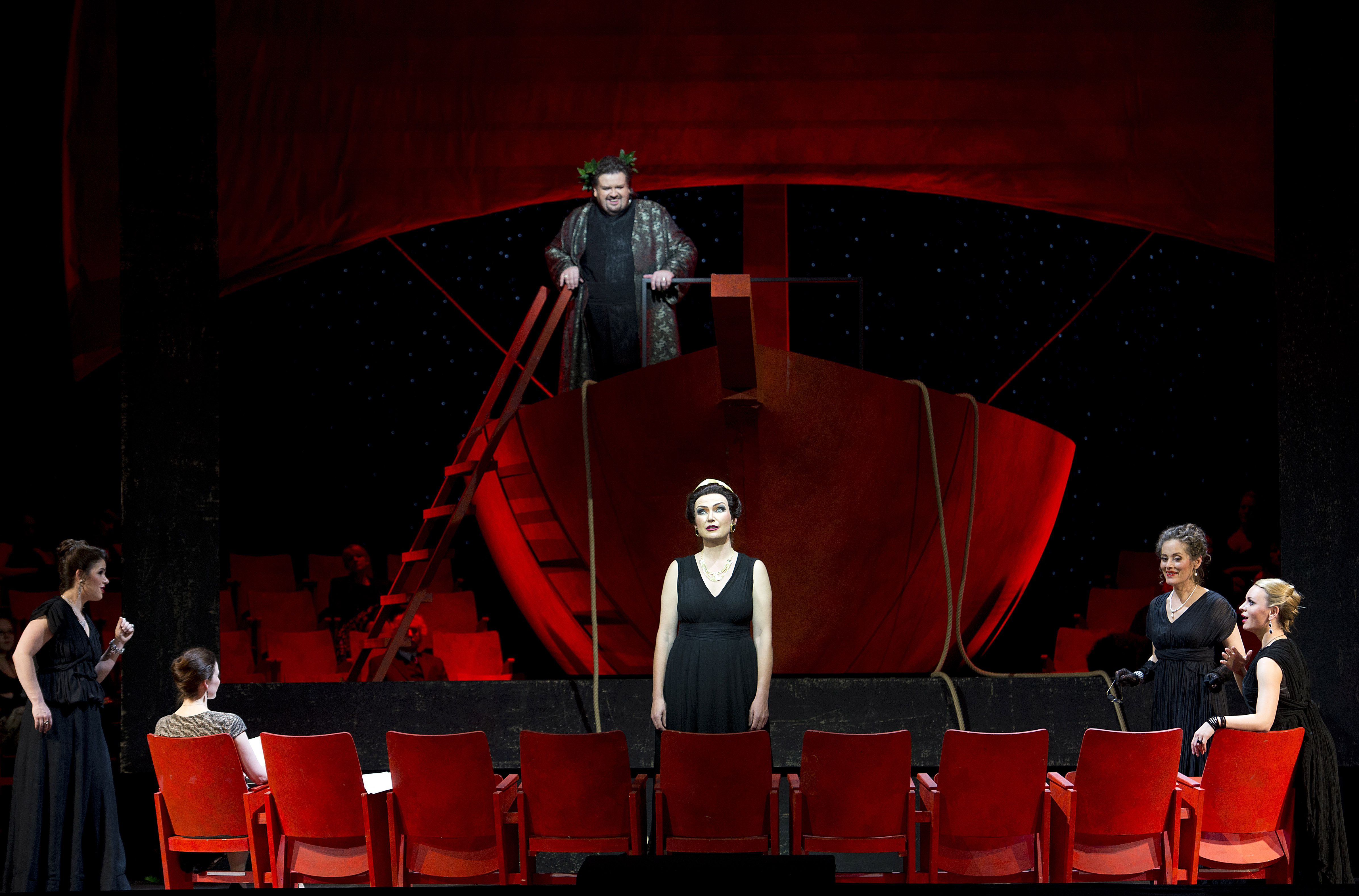
Bühnenfoto mit Rebecca Jo Loeb, linksstehend, (um 2012)

Rebecca Jo Loeb ist eine amerikanische Mezzosopranistin. Die Opernsängerin gehört seit 2011 zum Ensemble der Hamburgischen Staatsoper.

## Leben
Rebecca Jo Loeb studierte Gesang an der Manhattan School of Music und an der Juilliard School in New York. Daneben war sie Mitglied des „Young Artist Program“ des Tanglewood Music Centers in Massachusetts. 2008 gewann Loeb – noch als Graduate-Studentin der Juilliard School – den ersten Preis im Lotte-Lenya-Wettbewerb der Kurt Weill Foundation. Während ihres Studiums sammelte sie erste Bühnenerfahrung in Produktionen ihrer Universität und beim Glimmerglass Festival.
In der Spielzeit 2010/11 war Rebecca Jo Loeb Stipendiatin an der Deutschen Oper in Berlin, wo sie in der Zauberflöte debütierte. Mit Beginn der Spielzeit 2011/12 wurde Rebecca Jo Loeb als festes Mitglied des Ensembles der Hamburgischen Staatsoper engagiert. Zu ihrem Repertoire gehören u. a. die Alisa in Lucia di Lammermoor, Grimgerde in der Walküre, die Dryade in Ariadne auf Naxos und die Hosenrolle des Siébel in Faust.